# P3 Homo
P3 Homo var ett radiorogram som sändes i Sveriges Radio P3 sista fredagen varje månad mellan 14 april 2001 – 28 december 2006. Programmet fokuserade på HBT- och queer-frågor i en vid bemärkelse. 
Programledare var Anders Olsson och under de första åren Asynja Gray, under de senare Moa Svan.
Programmets nedläggning, som väckte vissa reaktioner i HBT-världen, försvarades av P3s kanalchef Dan Granlund med motiveringen "Vi vill inte göra reservatprogram". Han hoppades också att övriga program, framför allt aktualitetsmagasinet Kvällspasset, skulle ta upp frågorna mer aktivt.